# La Totonquera
La Totonquera är en ort i Mexiko.   Den ligger i kommunen Yanga och delstaten Veracruz, i den sydöstra delen av landet, 250 km öster om huvudstaden Mexico City. La Totonquera ligger 477 meter över havet och antalet invånare är 142.
Terrängen runt La Totonquera är varierad, och sluttar österut. Runt La Totonquera är det ganska tätbefolkat, med 129 invånare per kvadratkilometer. Närmaste större samhälle är Córdoba, 15,7 km nordväst om La Totonquera. Trakten runt La Totonquera består till största delen av jordbruksmark.